# Oficina Británica de Premoniciones
La Oficina Británica de Premoniciones fue creada en 1966 por el psiquiatra John Barker después de la catástrofe minera de Aberfan en el que murieron 144 personas, incluidos 116 niños, cuando 500,000 toneladas de deshechos mineros arrasaron el pueblo galés y sepultadon la escuela primaria. Reportes de sueños premonitorios que predijeron el desastre motivaron a Barker a crear la oficina con la esperanza de predecir y evitar futuras tragedias.
Durante los 18 meses que la Oficina de Premoniciones permaneció en funcionamiento, se recogieron casi 1000 informes de premoniciones y, aunque algunos pocos parecían predecir desastres, más del 90 por ciento fallaron en predecir eventos futuros y ninguno previno ningún desastre.

## Historia
John Barker trabajó como psiquiatra en el Hospital Shelton, un asilo victoriano que hospedaba a personas consideradas "incapaces" de vivir en la sociedad. Mientras Barker promovía reformas para mejorar las condiciones en el hospital, también se dedicaba a investigaciones no convencionales como terapia de aversión, que empleaba descargas eléctricas para disaduir comportamientos "indeseables" como la adicción, la homosexualidad y el travestismo.   Barker era además miembro de la Sociedad para la Investigación Psíquica y estaba interesado en ideas poco ortodoxas; particularmente en profecías aparentes.  Durante el periodo en que sucedió el desastre de Aberfan en Gales, Barker se hallaba trabajando en un libro llamado Scared To Death. Previamente, Walter Cannon, director de psicología de la Escuela de Medicina de Harvard, había acuñado el término "muerte vudú"  para describir la reacción de gente "primitiva" que moría de miedo. Basándose en la noción de Cannon, y luego de enterarse después del desastre, que un niño que escapó en Aberfan murió de shock poco después, Barker argumentó que escuchar una premonición que predice la muerte propia puede causar un miedo tan profundo que afecte el sistema inmunológico y provoque la muerte.  
Durante su visita al lugar del desastre en Aberfan, Barker observó que varias personas parecían escapar de la muerte por coincidencias como perder el autobús o quedarse dormido hasta más tarde de lo habitual. Las familias en duelo mencionaron de sueños y presagios. En la víspera del desastre, un niño llamado Paul Davies había hecho un dibujo titulado "El fin" donde aparecían personas cavando en la ladera. Davies murió en la escuela. Se dice que una joven llamada Eryl Mai Jones expresó a su madre, dos semanas antes del colapso minero, que no tenía miedo de morir.  Posteriormente Barker publicó un relato distinto sobre la niña. En la nueva versión, que fue firmada por sus padres y refrendada por un ministro local, Jones había contado a su madre sobre un sueño en el que ella fue a la escuela, pero la escuela "no estaba allí" porque "algo negro había caído sobre ella". De acuerdo al reporte, a niña estaba entre los muertos en Aberfan al día siguiente . Durante su visita en Aberfan y mientras escuchaba varias historias de presentimientos, Barker, ueriendo investigar si las afirmaciones podían ser evidencia de precognición, contactó al periodista científico del Evening Standard de Londres, Peter Fairley . Ambos invitaron a los lectores del periódico a contactar a Barker con sus "sueños y presentimientos".  Aunque recibieron una gran cantidad de respuestas, Barker y Fairley eran conscientes de que los informes tenían poco valor como evidencia de precognición porque fueron creados después del evento.

## Creación de la Oficina
John Barker deseaba usar declaraciones de precognición para predecir y, con esperanza, evitar que ocurrieran desastres futuros. Así,íBarker y Fairley crearon una "Oficina de Premoniciones" y procedieron a invitar al público para que reporten experiencias que pensaban podrían predecir eventos futuros.  Fairley hizo hacer un sello de tiempo y los informes fueron catalogados cuidadosamente  y configurados con un sistema de 11 puntos:
- 5 puntos por "rareza"
- 5 puntos por precisión
- 1 punto por puntualidad

Teóricamente, la Oficina de Premoniciones sería un repositorio de "premoniciones masivas" a fin de detectar patrones que pudieran sugerir una posible fecha, naturaleza o lugar de un desastre cercano. 
Durante su primer año, la oficina recopiló 469 predicciones.  En un acierto, Alan Hencher, un operador de teléfonos, predijo un accidente aéreo que involucraría a 123 personas. Nueve días más tarde, un avión se estrelló cerca de Nicosia, Chipre, matando en el impacto a un total de 124 personas. Otro acierto provino de Kathleen Lorna Middleton, una profesora de música que escribió una visión acerca de un astronauta petrificado. Más temprano ese mismo día, Vladimir Komarov había muerto cuando su cápsula Soyuz 1 se estrelló en Rusia; aunque el incidente no fue reportado sino hasta más tarde.  Middleton también envió, el 11 de marzo de 1968, una advertencia sobre el senador estadounidense Robert Kennedy y, según se reporta, llamó a la Oficina de Premoniciones tres veces el 4 de junio.  Kennedy fue atacado a disparos el 5 de junio de 1968 y murió al día siguiente.
Barker se hallaba abrumado durante este periodo debido al trabajo psiquiátrico en el hospital Shelton, pues las condiciones allí se habían vuelto intolerables. Por un lado, su viaje a los Estados Unidos para promocionar su libro fue infructuoso; por el otro lado, tanto Hencher como Middleton predijeron que pronto moriría.  En 1967, Hencher contactó a Barker con respecto a su predicción, y Middleton le advirtió de "un sueño que podría significar su muerte".  Barker, quien a finales de sus cuarenta sufría "estrés emocional casi al punto de 'colapsar'" y había dejado su trabajo anterior como superintendente de un hospital psiquiátrico en Dorset, estaba deprimido y sentía que su final estaba cerca. Murió de una embolia cerebral - y no por un “suministro de gas” o “un coche oscuro”, como había sugerido un psíquico -  en agosto de 1968; 18 meses después de haber fundado la oficina.  La mañana anterior a su muerte, Middleton reportó que ella había despertado con una sensación de ahogo y había pedido ayuda. 
La Oficina de Premoniciones cerró poco después de la muerte de Barker. Durante sus 18 meses de existencia se recogieron 723 predicciones. 18 de ellas fueron registradas como aciertos. 12 de ellas provinieron de sólo dos corresponsales, Hencher y Middleton.  Ningún desastre fue evitado a causa de las predicciones recogidas.

## Revisión crítica
La premisa de la Oficina de Premoniciones ha sido evaluada por escépticos y psicólogos. Joe Nickell ha señalado varios problemas con las premoniciones, entre ellos:
- Las premoniciones reportadas después de los eventos no pueden considerarse evidencia ya que pueden ser confabulaciones mentales construidas después de los hechos.
- Los detalles de las predicciones pueden ser engañosos.
- Algunas historias premonitorias pueden modificarse con el tiempo.
- Una predicción hecha de antemano puede ser interpretada y reconstruida después de un evento para ajustarse mejor a los detalles del mismo. Adiciolamnente, la persona que realiza la modificación puede estar buscando crédito por detalles de la premonición que no fueron especificados.
- El problema de determinar probabilidad. No hay forma de evaluar cómo los sueños contradicen las leyes estadísticas . [8]

Michael Shermer explica que los sueños precognitivos se forman debido a cómo el cerebro humano está diseñado para distinguir patrones y no aleatoriedad. Dada la cantidad de personas que sueñan cada noche, las probabilidades de que alguien sueñe con una persona que muere y que esa persona muera en realidad poco después, son altas; mientras que los muchos sueños donde alguien muere y esa muerte no se hace realidad se olvidan rápidamente. El soñador solo recuerda los aciertos y no los desaciertos.  En su libro <i id="mwgg">Paranormalidad: Por qué vemos lo que no hay</i>, Richard Wiseman, basándose en el trabajo de Eugene Aserinsky,  analiza cómo los científicos del sueño han descubierto que las personas tienen un promedio de cuatro sueños por noche y olvidan la gran mayoría de ellos al despertar. La gente generalmente recuerda los sueños sólo si se despierta durante el episodio del sueño. Aun así, recuerdan principalmente fragmentos que son pronto olvidados a menos que hayan sido notables.  Debido a que las personas tienen muchos sueños basados en diversos eventos de su vida, ocasionalmente un sueño puede parecer relevante para un evento en particular, cuando en realidad se debe solo a las leyes de probabilidad . Los científicos del sueño han descubierto además que alrededor del 80% de los sueños son sobre eventos negativos, lo cual probablemente provoca que el sueño correspondiente sea memorable. Esto puede explicar por qué muchas premoniciones reportadas parecen ser sobre muerte y desastres.